# Monte Black Prince (Alberta)

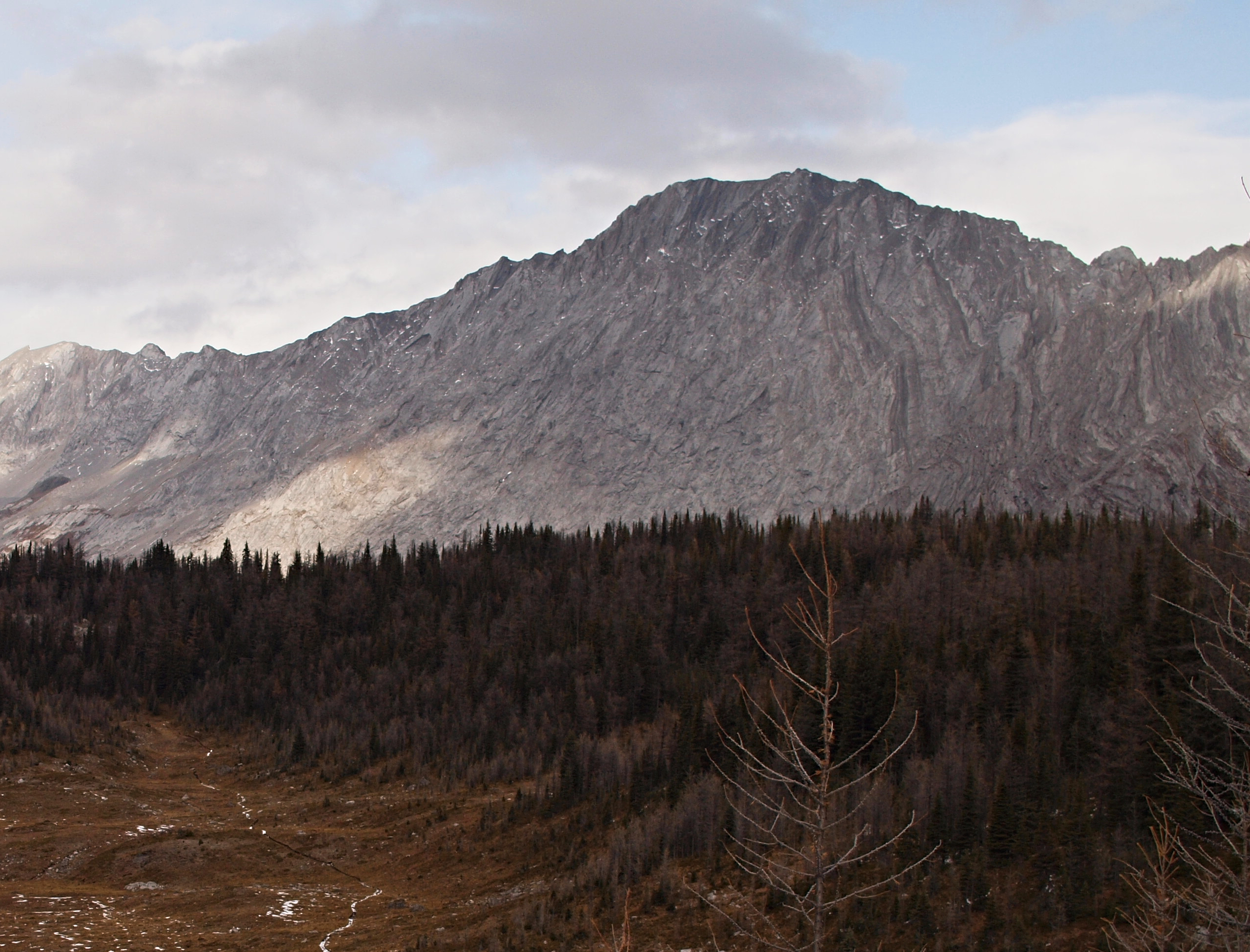
El monte Black Prince visto desde Turbine Canyon

El monte Black Prince es una cumbre montañosa de 2939 m ubicada en el  parque provincial Peter Lougheed en las Montañas Rocosas canadienses de Alberta, Canadá. Su pico más cercano más alto es el Monte Smith Dorrien, a 5,8 km al noroeste.  La montaña se puede ver desde la autopista 742 de Alberta, también conocida como Smith-Dorrien / Spray Trail. 
Al igual que muchas de las montañas en Kananaskis Country, el monte Black Prince recibió su nombre de las personas y los barcos involucrados en la Batalla de Jutlandia  de 1916, la única gran batalla naval de la Primera Guerra Mundial.

## Historia
El monte Black Prince fue nombrado en 1917 por el HMS Black Prince, un crucero de la Royal Navy que se hundió durante la Batalla de Jutlandia en la Primera Guerra Mundial.
El nombre de la montaña se hizo oficial en 1922 por la Junta de Nombres Geográficos de Canadá .
El primer ascenso al pico fue realizado en 1956 por B. Fraser, M. Hicks y J. Gorril.

## Geología
El monte Black Prince está compuesto de rocas sedimentarias establecidas durante los períodos Precámbrico al Jurásico . Formada en mares poco profundos, esta roca sedimentaria fue empujada hacia el este y sobre la parte superior de la roca más joven durante la orogenia de Laramide.

## Clima
Según la clasificación climática de Köppen, el monte Black Prince tiene un clima subártico con inviernos fríos, abundantes nevadas y veranos suaves. Las temperaturas pueden caer por debajo de −20 grados Celsius (−4,0 °F)  con factores de enfriamiento del viento por debajo de −30 grados Celsius (−22 °F). En términos de clima favorable, de julio a septiembre son los mejores meses para escalar. La escorrentía de precipitación de la montaña desemboca en los afluentes del  Río Kananaskis, y luego en el río Bow. 